# ブルックリン横丁

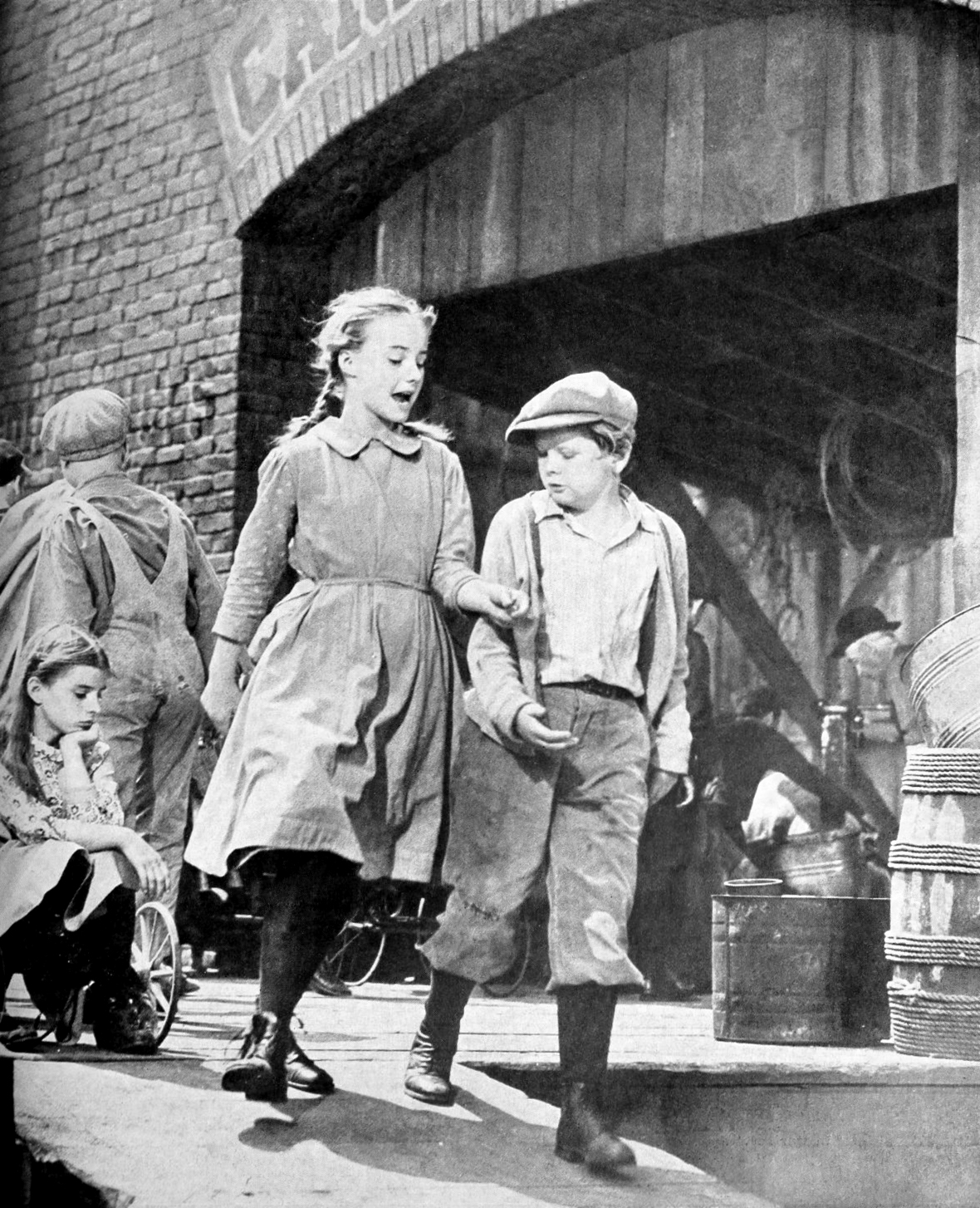
ペギー・アン・ガーナー(左)とテッド・ドナルドソン

『ブルックリン横丁』（ブルックリンよこちょう、A Tree Grows in Brooklyn）は、1945年に公開されたアメリカ映画。ニューヨークの下町に住む貧しい一家の姿を描いた、劇作家ベティ・スミスの自伝的長編小説を原作としている。エリア・カザン監督による初の長編作品である。
ジェームズ・ダンがアカデミー助演男優賞、ペギー・アン・ガーナーがアカデミー子役賞 (Academy Juvenile Award) を受賞した。

## ストーリー
1900年ころのニューヨーク・ブルックリン。安アパートに住む主婦ケイティ・ノーランには聡明な娘フランシーとやんちゃな息子ニーリーがいる。
夫のジョニーは心優しい陽気な芸人であるが、夢ばかり見ていて生活力の全くない呑んだくれである。
そのため一家は貧しかったが、それでも娘と息子は父親を深く愛していた。

## キャスト
| 役名                   | 俳優                   | 日本語吹替 | 日本語吹替         | 役柄 |
| 役名                   | 俳優                   | NHK総合版  | 東京12チャンネル版 | 役柄 |
| ---------------------- | ---------------------- | ---------- | ------------------ | --- |
| フランシー・ノーラン   | ペギー・アン・ガーナー | 松尾佳子   |                    | 主人公の少女。貧乏だが聡明で読書家。 |
| ケイティ・ノーラン     | ドロシー・マクガイア   | 水城蘭子   |                    | フランシーの母。アパートの掃除婦 で家を支えるが心は荒み厳格化。 |
| ジョニー・ノーラン     | ジェームズ・ダン       | 納谷悟朗   |                    | フランシーの父。アイルランド 移民らしく陽気で呑気。 空想や詩好きなロマンチスト。 いつかスターになると志は 高く子供達を始め人に慕われる。 歌い笑わせながら励む結婚式や 酒場のウェイターで得た金を すぐ酒に費やすアルコール依存者。 |
| ニーリー・ノーラン     | テッド・ドナルドソン   | 北条美智留 |                    | フランシーの弟。やんちゃ。 |
| シシィ                 | ジョーン・ブロンデル   | 寺島信子   |                    | フランシーの伯母。自身の奔放さ故に 妹ケイティとは険悪。 |
| スティーブ・エドワーズ | ジョン・アレキサンダー | 水鳥鉄夫   |                    | シシィの再婚相手。 |
| マクシェーン           | ロイド・ノーラン       | 雨森雅司   |                    | ノーラン家を気にかけている警官。 |
| マクギャリティ         | ジェームズ・グリーソン |            |                    | ジョニーの親友。 |
| ロメリー               | フェリーク・ボロス     |            |                    | フランシーの母方の祖母。 娘家族と共に住む。優しく フランシーにも理解がある。 |

- 吹き替え放映

NHK総合版：1967年12月24日(日)
東京12チャンネル版：1974年12月26日 東京12チャンネル『木曜洋画劇場』